# اتا ماکیان
اتا ماکیان(به انگلیسی: Eta Cygni) (به یونانی: η Cyg) یک ستاره در صورت فلکی ماکیان است. حدود ۱۳۷ سال نوری از خورشید فاصله دارد و یک ستاره غول است که در رده‌ی K0III قرار می‌گیرد.